# Benoît Gschwind
Pour les articles homonymes, voir Gschwind.
Benoît Gschwind, né le 30 septembre 1963 à Bâle, est un prélat catholique franco-suisse.

## Biographie
Le 7 septembre 1985, il prononce ses premiers vœux religieux auprès des Augustins de l'Assomption. Il est ordonné prêtre le 9 février 1991. Il effectue des études spécialisées à l'université de Strasbourg et à l'Institut catholique de Paris, obtenant une licence de théologie.
Après son ordination, il travaille dans la pastorale scolaire dans les écoles publiques du diocèse d'Évry-Corbeil-Essonnes jusqu'en 1997 et est membre de l'équipe sacerdotale de la pastorale de la Ville nouvelle d'Évry jusqu'en 1998. À la suite de cela, il travaille pendant trois ans dans la pastorale des jeunes et des étudiants à Paris. De 2000 à 2011, il devient rédacteur en chef de la revue liturgique Prions en Église et directeur des revues liturgiques chez Bayard Presse. Durant cette période, il occupe la place d'aumônier national de la branche scoute au sein des Scouts de France de 2002 à 2004 et aumônier national des 11-14 ans au sein des Scouts et Guides de France de 2004 à 2008, dont il est ensuite aumônier général adjoint jusqu'en 2011.
Dans les années 2011-2017, il est supérieur provincial de sa congrégation religieuse en France et en Europe. À partir de 2017, il est curé de la paroisse Saint-Augustin de l'Aqueduc à Montpellier, il appartient aussi au conseil presbytéral du diocèse et enseigne au centre universitaire Guillaume de Gellone.

### Évêque
Le 28 octobre 2023, il est nommé par le pape François, évêque de Pamiers, Couserans et Mirepoix en Ariège. Il est ordonné le 26 novembre par l'archevêque métropolitain de Toulouse, Guy de Kerimel, assisté de Norbert Turini, archevêque métropolitain de Montpellier et d'Albert Rouet, archevêque émérite de Poitiers, en la cathédrale Saint-Maurice de Mirepoix. Son installation sur sa cathèdre a lieu le 3 décembre en la cathédrale Saint-Antonin de Pamiers.
En août 2025, il préside le pèlerinage national de Lourdes, organisé par les Assomptionnistes dont il est membre. Il est en effet le premier évêque assomptionniste à la tête d'un diocèse français.